# Сахаров, Николай Юрьевич
Никола́й Ю́рьевич Са́харов (род. 21 апреля 1959, Москва) — российский актёр театра и кино, режиссер, многократный участник и призёр различных песенных конкурсов, дипломант Фестиваля актёрской песни имени Андрея Миронова. Участник третьего сезона вокального проекта первого канала Голос 60+.

## Биография
Николай Юрьевич Сахаров родился 21 апреля 1959 года в Москве. В 1981 году окончил Школу-студию МХАТ и был принят в труппу Центрального академического театра Советской Армии. С 1988 года служит во МХАТе им. Горького. В кино актёр дебютировал в 1982 году в фильме «Не могу сказать «прощай»». Были у него и главные роли: Робин Гуд и Ермак, но широкая известность пришла к актёру с ролью детектива Яна в сериале «Женщина без прошлого». В 2025 году окончил режиссерское отделение Театрального института им. Бориса Щукина при театре Евгения Вахтангова. В настоящее время Николай Сахаров как актер продолжает работать в театре и в кино, и как режиссёр ставит спектакли.
В 2022 году сыграл роль Леонида в сериале Блондинка и брюнетка.

## Творчество

### Театральные роли

#### Новый драматический театр
- Генерал — «Хрустальное сердце» Л. Устинова (реж. Ю. Ильяшевский);
- Пациент — «Отель „Забвение“» Р. Ибрагимбекова (постановка С. А. Враговой);
- Стас — «Легендарная личность» В. Левашева (постановка В. В. Ланского);
- Князев — «Обернись в беге» Н. Мирошниченко и Л. Корнешова (постановка В. В. Ланского);
- В сценах киностудии — «Притворщики» Э. Брагинского и Э. Рязанова (постановка В. Г. Черменева).

#### МХАТ им. М. Горького
- Огонь — «Синяя птица» М. Метерлинка (постановка К. С. Станиславского, И. М. Москвина, Л. А. Сулержицкого, возобновление К. К. Градополов);
- Офицер — «Три сестры» А. П. Чехова (постановка В. И. Немировича-Данченко, режиссёр И. М. Раевский, возобновление Т. В. Дорониной, Л. И. Губанова);
- Макдональд Карлович — «Мёртвые души» М. А. Булгакова по Н. В. Гоголю (рук.постановки К. С. Станиславский, режиссёры Л. А. Сулержицкий, Е. С. Телешева, возобновление В. П. Беляков);
- Хитрый — «И будет день…» (Свалка) А. Дударева (постановка В. Р. Беляковича);
- Петруха, Пожогщик — «Прощание с Матерой» В. Распутина (постановка А. Борисова);
- Участник — «Послушайте глагол моих!» (Пророк) В. Непомнящего по А. С. Пушкина (постановка Б. А. Покровского, режиссёры Л. Ф. Монастырский, Н. В. Пеньков);
- Гость — «Зойкина квартира» М. А. Булгакова (постановка Т. В. Дорониной);
- Лунный сосед — «Сезон лунатиков» А. Сергеева (режиссёр Н. Х. Бритаева);
- Снайпер — «Семейные праздники» В. И. Белова (режиссёр А. С. Васильев);
- Гость на свадьбе — «В день свадьбы» В. С. Розова (постановка В. И. Ускова).
- Карабас-Барабас - Карло Коллоди, Алексей Толстой  (режиссёр А.Мороз)

### В театральном  центре "Вишнёвый сад" А.М.Вилькина
сыграл несколько ролей,  среди которых Свидригайлов "Преступление и наказание", Анучкин  "Женитьба" , Беркутов "Волки и овцы", князь Шуйский " Борис Годунов"   и другие .
Как режиссёр поставил музыкально- поэтические программы  " Я подарю  тебе Москву", " Нам дороги эти позабыть нельзя..."  и спектакль "Примадонны "
Роли в кино
- Не могу сказать «прощай» (1982) — Валентин, приятель Сергея
- Стрела Робин Гуда (1984) — Робин Гуд (главная роль)
- Господин гимназист (1985) — Дима Ступин
- Семья Зитаров (1990) — Саша
- Шоу-бой (1991)
- Доброй ночи! (1992) — Гоша, меркантильный художник
- Горячев и другие (1992—1994) — Анциферов
- Петербургские тайны (1994—1998) — посетитель
- Кафе «Клубничка» (1996) — продавец Володя (7 серий)
- Ермак (1996) — Ермак в молодости
- Любить по-русски 3:Губернатор (1999) — отец Василий
- Очаровательные негодники (1999)
- Простые истины (1999—2003) — отец Димы Карпова
- Буровая (2002)
- Кулагин и партнёры (2004—2013) — эпизоды
- Примадонна (2005)
- Счастье ты моё (2005)
- Аэропорт (серия «Проповедник», 2005) — отец Григорий
- Адвокат 2 (фильм «Голос разума», 2005) — отец Николай
- Одиночество любви (2005) — эпизод
- Шпионские игры. Ловушка для мудреца (2006) — Валентин Константинович Карпов
- Исчезновение (2007) — детский врач
- Солдаты 15. Новый призыв (2008) — эпизод
- Знахарь (2008) — эпизод
- Папины дочки (2008) — Альберт Арнольдович, сослуживец Антонины Семёновны
- След (серия № 217 «Человек „хот-дог“», 2008) — эпизод
- Пассажирка (2008) — батюшка, корабельный священник
- Женщина без прошлого (2008) — Ян Артемьев, частный детектив
- Управа (2008) — Бобрыльский
- Райские яблочки. Жизнь продолжается (2009) — Иннокентий
- Криминальное видео 2 (фильм «Генеральная уборка», 2009) — Гордеев
- Из жизни капитана Черняева (режиссёр, фильм «Отпуск в январе» 2009) — Анатолий Петрович, театральный режиссёр
- Барвиха (2009) — эпизод
- Путейцы 2 (серия «Мадонна», 2010) — Иннокентий
- Новая жизнь сыщика Гурова. Продолжение (фильм «Почерк палача», 2010) — Роман Викторович Сковородин
- Мент в законе 3 (фильм «Призрак прошлого», 2010) — режиссёр театра
- Глухарь. Возвращение (серии «Амнезия», «Нелюди», 2010) — курьер «чёрных» трансплантологов
- Институт благородных девиц (2010—2011) — трактирщик
- Чокнутая (6 фильмов, 2011) — Тарас Панкратов, оперативник (главная роль)
- Группа счастья (3-я серия, 2011) — Юрий, заказчик
- Русская наследница (2011) — Егор Смирнов, частный детектив
- Москва. Три вокзала (серия «Курьер», 2011) — Ярцев, майор УБЭП
- Заложники любви (2011) — Степан Серов, адвокат, брат Александра Серова
- Час Волкова 5 (серия «Вдовий камень», 2011) — Стельмах
- Участковый (2011) — Владимир Николаевич Степанко, следователь
- Гюльчатай (2011) — врач на скорой
- Светофор (1-я серия, 2011) — олигарх
- Кровинушка (2011—2012) — Николай Корнеев, капитан
- Без следа (5-я, 20-я и 21-я серии, 2012) — Виктор Викторович Лобов, директор школы
- Преступление по наследству (2012) — Боря, председатель садового товарищества
- Новогодний переполох (2012) — Ипполит Иванович, художник
- Дело следователя Никитина (2012) — Николай, литератор
- Будет светлым день (2012) — Валентин Николаевич, муж Олимпиады
- Без срока давности (серия № 4 «Прощай, мы улетаем», 2012) — Николай Кузьмич Бугов
- Человек ниоткуда (2012) — Степан Семёнович Мелихов, таможенник
- Проснёмся вместе? (2012) — отец Сергий
- Карпов (2012) — отец Карасёва
- Пока живу, люблю (2013) — отец Вики
- Людмила (2013) — Борис Захаров, руководитель хора Пятницкого
- Танцы марионеток (2013) — Мансуров
- Простая жизнь (2013) — Борис
- Четвёртый пассажир (2013) — Леонид Стропов, художник, друг Владимира
- Все могут короли (2014)
- Пропавший без вести (2014)
- 72 часа (2015) — отец Пронина
- Профиль убийцы 2 (2015) — Андрей Петрович Самохвалов, журналист
- Психологини (2017) — директор школы
- Взрыв (2018) — режиссёр
- Чернов (2019) — Леонид («Святогор»)
- Безсоновъ (2019) — Ухтомский
- Гранд (серия 75, 2020) — Вениамин
- Блондинка и брюнетка  (2022) - Леонид